# Valeriana tzotzilana
Valeriana tzotzilana är en kaprifolväxtart som beskrevs av Barrie. Valeriana tzotzilana ingår i släktet vänderötter, och familjen kaprifolväxter. Inga underarter finns listade i Catalogue of Life.